# Le donne non vogliono più
Le donne non vogliono più è un film del 1993 diretto e interpretato da Pino Quartullo.

## Trama
Il desiderio crescente di Luca di diventare padre e il rifiuto della compagna Francesca, legata alla sua indipendenza e al lavoro, portano una coppia apparentemente felice a vivere momenti di forte contrasto. Luca cerca in ogni modo di realizzare quella che per lui è ormai un'ossessione e crede di aver trovato la soluzione prima con una collega nubile, poi con una coppia di lesbiche e infine con una banca del seme. Non tutto però va come lui vorrebbe.